# Арън Ролстън
Арън Лий Ролстън е американски планинар, катерач, машинен инженер и мотивационен говорител.
През 2003 г. по време на една екскурзия в каньоните на Юта Ролстън заклещва дясната си ръка между скалите и се налага да я ампутира с джобен нож. Преди да стигне до това екстремно решение катерачът стои заклещен в продължение пет дни с минимално количество вода, храна и топли дрехи. След като се освобождава, той трябва да извърви – дехидратиран и с една отрязана ръка – остатъка от каньона, да се спусне на рапел по стръмна скала, докато намери помощ.
Цялото му преживяване е описано в книгата „127 часа: Между живота и скалите“ (ИК „Вакон“, 2015), а по-късно е заснето от Дани Бойл във филма „127 часа“ с участието на Джеймс Франко, Амбър Тамблин и Кейт Мара.